# Charles Bridgeman

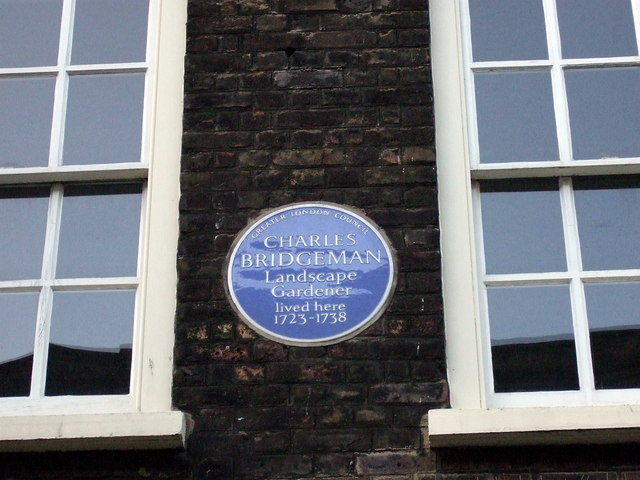
Dům Charlese Bridgemana

Charles Bridgeman (1690-1738) byl anglický zahradní architekt který stál na počátku vzniku přírodně krajinářského slohu v Anglii. Ačkoli on byl klíčovou postavou při přechodu anglických zahradě od pravidelného designu který se řídil podle holandských, italských a francouzských vzorů, formálních zahrad k volnějším stylům a byl mezi těmi kdo začali do pravidelných zahrad více vnášet nepravidelné prvky bývá Bridgemanova pověst často zastíněna jeho následovníky, kterými byl William Kent nebo Lancelot "Capability" Brown.
Charles Bridgeman byl synem zahradníka, který se stal královským zahradníkem anglické královny a prince Jiřího a byl původcem změn a rekonstrukcí v královské zahradě v Berkshire, Windsoru, Kensingtonském paláci, Hampton Court, St. James's Park and Hyde Park (Londýn). Pracoval na několika významných zahradách v Kentu, poskytoval odborné rady v Kentu což mu umožnilo realizovat jeho architektonické představy.

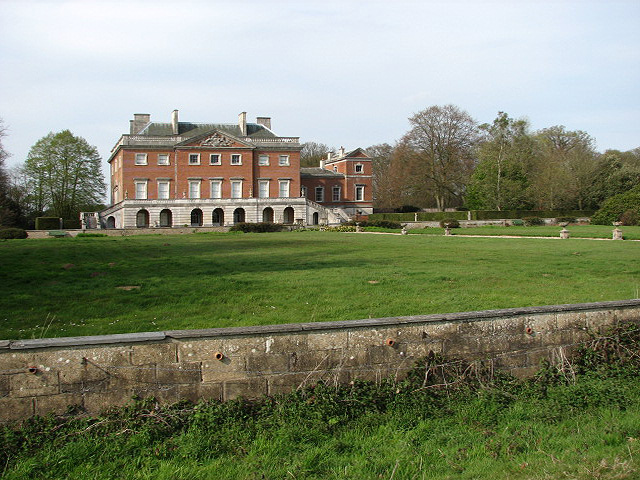
Jedno z původních Bridgemanových ha- ha. Ha- ha zde vytváří celistvou plochu při pohledu od domu.

Současník Bridgemana, Horace Walpole, popisuje design zahrad svého kolegy v práci eseji On Modern Gardening. Napsal zde "ačkoli stále ještě udržoval hodně úzké chodníky se stříhanými vysokými živými ploty, byly zde jen jako hlavní linie, zbytek zpestřil přirozenou divokostí a rozlehlými háji dubů, ovšem stále obklopenými keři" ( Amherst , 1896 , s. . 249).
Bridgemanův přístup k terénním úpravám lze shrnout do tří pojmů: formální, přechodná a progresivní. Jeho úpravy krajiny se vyznačovaly formálními prvky, jako jsou partery, geometricky tvarovaná jezera a bazény a malé pravidelné zahrady u domu. Přechodné prvky jeho prací včetně trávníků, amfiteátrů , zahradních staveb a soch, klikatých cestiček přes zalesněné oblasti k vyhlídkám a použití ha- ha jsou rysy a pokrokové myšlenky, kterým Bridgeman pomohl získat na popularitě. (Jellicoe , 1986 , s. . 72) .